# Pașcenkî, Reșetîlivka
Pașcenkî (în ucraineană Пащенки) este localitatea de reședință a comunei Pașcenkî din raionul Reșetîlivka, regiunea Poltava, Ucraina.

## Demografie
Componența lingvistică a localității Pașcenkî
     Ucraineană (97,57%)
     Română (1,55%)
     Alte limbi (0,88%)
Conform recensământului din 2001, majoritatea populației localității Pașcenkî era vorbitoare de ucraineană (97,57%), existând în minoritate și vorbitori de română (1,55%).